# Kurganec-25
Kurganec-25 (rus. Курганец-25) jest gusjenično 25-tonsko modularno borbeno vozilo pješaštva i oklopni transporter koji se razvija za rusku vojsku. Kurganec-25 će se razviti u različite modele, postupno zamjenjujući BMP, BMD, MT-LB i druge vrste gusjeničnih sovjetskih oklopnih platformi te će imati modularni oklop koji se može nadograditi za specifične prijetnje.
Kurganec-25 IFV i APC varijante su prvi put viđene u javnosti (u početku sa zaklonjenom kupolom i glavnim naoružanjem) tijekom proba za paradu Dana pobjede u Moskvi 2015. godine. Serijska proizvodnja trebala je započeti 2016., međutim od 2020. certifikacija ruske vojske još uvijek se čeka.

## Dizajn
Kurganec-25 je dizajniran da dovede rusku flotu gusjeničnog transportera do standarda zapadnih transportera kao što su američki M2 Bradley i britanski Warrior, koji su nadmašili slične sovjetske hladnoratovske transportere BMP serije. Kurganec-25 temelji se na univerzalnoj borbenoj platformi Armata, dok je lakši od T-15 Armata.
Postoje dvije verzije vozila: teško naoružano borbeno vozilo pješaštva koje prevozi 6-7 vojnika i lako naoružani oklopni transporter s 8 vojnika. Ostale predložene varijante uključuju oklopno vozilo hitne pomoći, nosač minobacača, protutenkovsko vozilo, oklopno vozilo za spašavanje, izvidničko vozilo, zapovjedno vozilo i oklopno inženjerijsko vozilo.

### Naoružanje
Kurganec-25 IFV ima kupolu na daljinsko upravljanje, Bumerang-BM s 30 milimetarskim autotopom 2A42, 7,62 milimetarski koaksijalni mitraljez PKT i skupinu od dvije protutenkovske vođene rakete Kornet-EM s obje strane. Inačica oklopnog transportera ima 12,7 mm MG RWS umjesto kupole Bumerang-BM.
U planu su SPAAG verzija s 57 mm autotopom i SPG verzija sa 125 mm.

### Mobilnost
Kurganec-25 težak je 25 tona pa je dovoljno lagan da bude mobilan na vodi. Maksimalna brzina vozila je 80 km/h na kopnu i 10 km/h na vodi. IFV i APC varijante imaju prednji motor od 800 KS.

### Zaštita
Kurganec-25svojim lansirnim cijevima sustava aktivne zaštite ima pokrivenost od 360 stupnjeva. Ovaj sustav manji je od onog koji se nalazi na T-14 Armata i T-15, ali kao i T-15 pričvršćen je blizu vrha trupa. Dvodijelni sustav za otkrivanje projektila postavljen je na raznim mjestima na trupu i kupoli. Inačica oklopnog transportera kada je otkrivena na paradi povodom Dana pobjede u Moskvi 2015. godine imala je smanjeni APS sustav koji je bio montiran samo na kupolu, a ne na trup.

### Ergonomija i posada
Prema riječima prvog potpredsjednika i suvlasnika koncerna Tractor Plants, Alberta Bakova, Kurganec-25 koristi konzolu sličnu gamepadu Sony PlayStation. Širi je od prethodnih generacija ruskih oklopnih transportera i borbenih vozila. Motor smješten sprijeda povećava udobnost posade i lakši pristup.